# Passing (novel·la)
Passing és una novel·la de l'autora estatunidenca Nella Larsen, publicada per primera vegada el 1929. Ambientada principalment al barri de Harlem de la ciutat de Nova York a la dècada del 1920, la història se centra en el retrobament de dues amigues de la infància —Clare Kendry i Irene Redfield— i la seva creixent fascinació per la vida de l'altra. El títol fa referència a la pràctica del passing racial, i és un element clau de la novel·la. L'intent de Clare Kendry de passar per blanca pel seu marit, John (Jack) Bellew, és una representació significativa de la novel·la i un catalitzador dels tràgics esdeveniments.
L'exploració de la raça de Larsen es va basar en la seva pròpia herència racial mixta i la pràctica cada cop més comuna de la transmissió racial a la dècada del 1920. Elogiada després de la seva publicació, la novel·la ha estat celebrada des de l'erudició moderna per la seva complexa descripció de la raça, el gènere i la sexualitat, i el llibre és objecte de considerables crítiques acadèmiques. Com a una de les dues úniques novel·les que Larsen va escriure, la novel·la ha estat significativa a l'hora de situar la seva autora al capdavant de diversos cànons literaris.
La novel·la va ser adaptada al cinema amb una pel·lícula homònima del 2021 dirigida per Rebecca Hall.